# Redemption (Benzino)
Redemption è il secondo album registrato in studio dal rapper Benzino sotto etichetta dalla Elektra Entertainment nel 2003.

## Tracce
1. "Stayin' 4Eva"
2. "Call My Name" (feat. Jadakiss)
3. "Rock The Party" (feat. Mario Winans)
4. "Would You" (feat. Mario Winans & Lisa Raye)
5. "Make You Wanna Holla"
6. "Neva Shuvin'" (feat. Wyclef & M3)
7. "Gangsta's Touch" (feat. Caddillac Tah & Black Child)
8. "Redemption Rosary" (feat. Hussein Fatal & Kid Javi)
9. "X-tra Hot" (feat. Daz Dillinger & Jewel)
10. "I Remember" (feat. Mario Winans)
11. "Get It On"
12. "44 Cal. Killa" (feat. Scarface & M3)
13. "Hoola Hoop"
14. "Different Kind Of Lady"
15. "Pull Your Skirt Up (Diss To Eminem)"
16. "Rock The Party" (Young Heff Remix) (feat. Mario Winans, Lil Kim, & Petey Pablo)
17. "Love" (Hidden track)